# Tai Situ Changchub Gyaltsen
Tai Situ Changchub Gyaltsen (tibetano: ཏའི་སི་ཏུ་བྱང་ཆུབ་རྒྱལ་མཚན; Wylie: ta'i si tu byang chub rgyal mtshan; cinese: 大司徒絳曲堅贊) (1302 – 1364) fu una figura chiave della storia tibetana. Fu il fondatore della dinastia Phagmodrupa e sovrano del Tibet dal 1354 al 1364.
Changchub Gyaltsen fu il Phagmodru Tripon o Nedong Ghongma che nel 1354 rovesciò i sovrani Sakya nominati dai Mongoli e divenne sovrano di tutto il Tibet Centrale - prima che in Cina fosse stabilita la dinastia Ming nel 1368. Egli ed i suoi successori dominarono indipendentemente il Tibet per oltre ottanta anni finché non furono sostituiti dalla dinastia Rinpungpa.
Come sovrano Changchub Gyaltsen fu desideroso di far rivivere le glorie dell'Impero tibetano di Songtsen Gampo e di rivendicare l'indipendenza tibetana dalla dinastia Yuan dei Mongoli e dalla Cina della dinastia Ming. Prese il titolo tibetano di Desi (sde-srid), riorganizzò le tredici miriarchie dei precedenti sovrani Yuan-Sakya in numerosi distretti (rdzong), abolì la legge mongola in favore del vecchio codice giuridico tibetano e gli abiti di corte mongoli in favore dei tradizionali abiti tibetani. Ma evitò di opporsi alla corte Yuan fino alla sua caduta nel 1368, e fu riconosciuto da quest'ultima durante questo periodo.
Tai Situ Changchub Gyaltsen morì nel 1364 gli succedette suo nipote Jamyang Shakya Gyaltsen (tibetano: འཇམ་དབྱངས་ཤ་ཀྱ་རྒྱལ་མཚན; Wylie: 'jam dbyangs sha kya rgyal mtshan; cinese: 章陽沙加監藏) (1340-1373), anche lui un monaco. Il successivo dominio della stirpe Phagmodrupa durò fino al 1435. Dal 1435 al 1481 il potere dei Phagmodrupa declinò quando essi furono soppiantati dai Rinpungpa, che proteggevano la scuola rivale Karma Kagyü. Furono seguiti dai tre re Tsangpa che dominarono dal 1566-1641 fino a Lozang Gyatso, il V Dalai Lama (1617-1682), con il sostegno di Güshi Khan (1582-1655), un sovrano mongolo di Kokonor, prese il controllo di Tibet.